# Малий мажорний септакорд

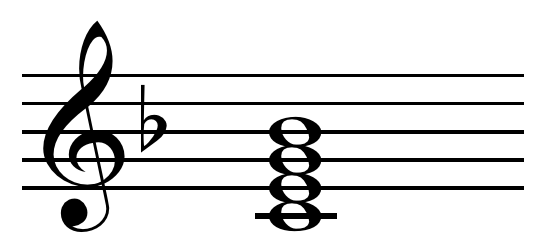
Малий мажорний септакорд від До: C^{7}.

Малий мажорний септакорд — септакорд, що складається з великої та двох малих терцій, що утворюється за допомогою додавання до мажорного тризвуку малої септими. У натуральному та гармонічному мажорі, а також у гармонічному мінорі малий мажорний септакорд будується на п'ятому, тобто домінантовому ступені, і тому зазвичай називається домінантсептакордом.
Натомість, в натуральному мінорі та мелодичному мажорі малий мажорний септакорд будується від сьомого ступеню, відтак він не є домінантсептакордом.

## Домінантсептакорд в історії музики
Композитори епохи Відродження уявляли гармонію як послідовність інтервалів, а не акордів, «проте, певні дисонансні звучності свідчать про те, що домінантний септакорд зустрічався досить часто».
Монтеверді (зазвичай вважається першим, хто використав акорд V7 без підготовки) та інші композитори раннього бароко починають розглядати септакорд V ступеню як початок функціональної гармонії.
Нижче наведено уривок із «Lasciatemi Morire» Монтеверді, Lamento d'Arianna (1608). У ньому домінантний септакорд (червоним кольором) оброблений консервативно, «підготовлений і розв'язаний як затримання, що чітко вказує на його дисонансний статус».
Відтворення аудіо не підтримується у вашому браузері. Ви можете завантажити аудіо-файл.
V7 постійно використовувався протягом класичного періоду з подібним трактуванням, що й у бароко. У період романтизму поступово впроваджується вільніше голосове ведення, що призвело до зменшення функціонального використання в періодипостромантизму та імпресіонізму, зокрема збільшилась кількість використовуваних дисонантних акордів домінантової функції (зокрема розширених), натомість використання малого мінорного — зменшилось. В академічній музиці XX століття або свідомо використовувалась функційна гармонія, або ж навпаки, функційної гармонії уникало, відповідно уникаючи й домінантсептакорди. Натомість джазу і популярній музиці і надалі лишається властивою функціональна гармонія, зокрема й акорди V7.
Уривок із «Мазурки фа мінор» Шопена (1849), соч. 68, No4, тт. 1–4 домінантсептакорди виділено червоним кольором: «септима до цього часу майже набула консонатного статусу».
Відтворення аудіо не підтримується у вашому браузері. Ви можете завантажити аудіо-файл.

## Обернення
| Обернення       | Основний тон       | Функційне позначення | Тональне позначення Для тональності C-dur |
| --------------- | ------------------ | -------------------- | ----------------------------------------- |
| Септакорд       | квінта (V ступінь) | V7                   | G7                                        |
| Квінтсекстакорд | терція (VII)       | V6 5                 | G6 5                                      |
| Терцквартакорд  | квінта (ІІ)        | V4 3                 | G4 3                                      |
| Секундакорд     | септима (IV)       | V 2                  | G 2                                       |

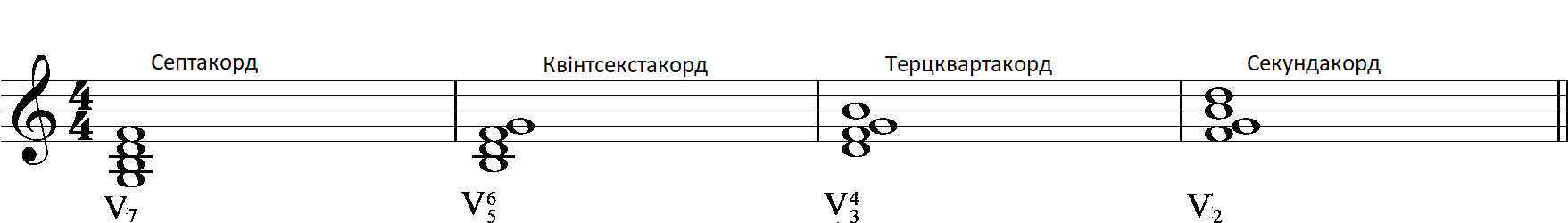
Обернення домінантсептакорда: квінтсекстакорд, терцквартакорд, секундакорд.

Початкові такти фортепіанної сонати Моцарта до, K545 містять домінантні септакорди в оберненнях — терцкварт- і квінтсекстакорди:
|  |  |

Завершальна каденція цєї ж частини містить септакорд в основному вигляді:
|  |  |

У цьому уривку з першої частини струнного квартету op. 127 Бетховена септакорди в другому і третьому оберненнях створюють «величну і багату гармонію» :
|  |  |

## Малий мажорний на інших ступенях ладу
Малий мажорний септакорд може утворюватися і на інших ступенях ладу, якщо використовується альтерація. В цьому випадку септакорди дозволяють композитору модулювати в іншу тональність. Ця техніка надзвичайно поширена, особливо з класичного періоду, і прирвела до подальшого інноваційного використання домінантного септаккорду у функції подвійної домінанти (DD7, показано нижче), у ланцюгах домінантсептакордів (V7->V7->V7) і та використанні несправжніх домінантсептакордів (напр. #IV♭3♭5
6
5)
Відтворення аудіо не підтримується у вашому браузері. Ви можете завантажити аудіо-файл.

## Розв'язання
Домінантсептакорд найчастіше розв'язується в тонічний тризвук, при цьому септимовий тон повинен вестися тільки вниз на велику (в мінорі) або малу (в мажорі) секунду, таким чином переходячи в терцієвий тон тризвуку. Решта голосів, які складають простий домінантовий тризвук, йдуть за правилами мелодичного з'єднання: бас стрибком на кварту вгору або квінту вниз переходить в тоніку, в неї ж розв'язуються терцієвий (ввідний) і квінтовий тони. Таким чином, тонічний тризвук виявляється неповним — з пропущеним квінтовим тоном), але з потроєним основним.
- Відтворення аудіо не підтримується у вашому браузері. Ви можете завантажити аудіо-файл.

Якщо ввідний тон знаходиться в одному з середніх голосів, його можна вести ходом на терцію вниз, тоді тризвук виходить повним.
- Відтворення аудіо не підтримується у вашому браузері. Ви можете завантажити аудіо-файл.

Зменшена квінта у складі септкорду розв'язується зі звуженням, а збільшена кварта (якщо септима знаходиться нижче за терцію, як у другому такті нижче) розв'язується з розширенням. Септима завжди розв'язується поступово вниз а терція розв'язується вгору до тоніки, хоча в таких випадках основний тон акорду може знадобитися потроїти.
- Відтворення аудіо не підтримується у вашому браузері. Ви можете завантажити аудіо-файл.

Обернення домінантсептакорду також розв'язуються у тонічний тризвук за винятком секундакторду, який розв'язується у тонічний секстакорд:

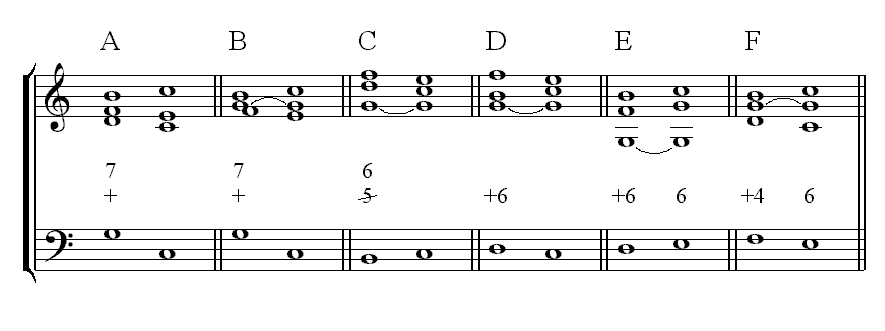
Розв'язання домінантсептакорда та його обернень: А — повний домінантсептакорд; B — неповний домінантсептакорд; C — квінтсекстакорд; D, E — терцквартакорд; F — секундакорд.

- Розв'язання домінантсептакорда та його обернень: А — повний домінантсептакорд; B — неповний домінантсептакорд; C — квінтсекстакорд; D, E — терцквартакорд; F — секундакорд.

## Малий мажорний септакорд у блюзовій гармонії
У рок -та поп-музиці, що продовжують традиції блюзу, септакорди IV і V ступенів «майже завжди» є домінантсептаккордами (іноді з додатковими тонами), при цьому тонічний акорд найчастіше є мажорним тризвуком. Приклади: пісні «Rock Around the Clock» і «Fanny Mae» Бастера Брауна. Інколи у вигляді домінантсептакорду представлена також і тоніка, наприклад у піснях «Back in the USA» Чака Беррі та «Your Mama Don't Dance» Loggins і Messina. Використовуваний здебільшого в перші 15 років ери рок-музики, тонічний малий мажорний септакорд звучить дещо «ретроспективно» (наприклад, «Roll With It» гурту Oasis) . В пісні «Rock and Roll Music» Чака Беррі малий мажорний септакорд використаний на усіх основних ступенях — I, IV та V.

## Несправжні септакорди
Домінантновий септакорд є енгармонічно рівним збільшеному квінтсекстакорду подвійної домінанти, відомого в західній теорії музики як «німецький акорд». Такий акорд інколи називають «несправжнім» або «хибним» домінантсептакордом. Наприклад, септакорд A ♭ –C–E ♭ –F ♯ (яка зазвичай розв'язується в G) енгармонічно рівний септакорду A ♭ –C–E ♭ –G ♭ (яка зазвичай розв'язується в D ♭):
Відтворення аудіо не підтримується у вашому браузері. Ви можете завантажити аудіо-файл.